# Ovalle
Ovalle ist eine Stadt im Kleinen Norden Chiles in der Región de Coquimbo. Sie hat 111.272 Einwohner (Stand: 2017).

## Geografie
Ovalle liegt rund 86 km südlich der Stadt La Serena und ist die Hauptstadt der Provinz Limarí. Die Stadt liegt am Zusammenfluss von drei Flüssen, dem Río Limarí, dem Río Hurtado und dem Río Grande.

## Geschichte
Ovalle wurde am 7. Mai 1831 gegründet. Benannt wurde sie nach dem früheren Präsidenten José Tomás Ovalle (1830–1831).

## Sehenswürdigkeiten
Die Gegend um Ovalle bietet reichlich prähistorische Fundstätten. Die Casa de Piedra (Felsformation) ist ein Bergüberhang, der bereits vor 10.000 Jahren von Ureinwohnern genutzt wurde. Dinosaurier- und Fossilienfunde gibt es im Monumento Natural Pichasca. Im Valle del Encanto („Tal des Zaubers“) 20 km südlich von Ovalle befindet sich eine prähistorische Kultstätte, die etwa 4000 Jahre alt ist.
Das Museum Museo Arqueológico gibt Einblicke in die Geschichte der Gegend.
Eine Reihe von Stauseen liegen um Ovalle, z. B. der Recoleta-Stausee und der La Paloma-Staudamm im Limarí-Tal. 33 km westlich der Stadt liegen die Termas de Socos, heiße Thermalquellen, die zum Baden einladen.
80 km westlich von Ovalle liegt der Nationalpark Bosque de Fray Jorge mit seinen hydrophilen Wäldern, mit Canelo-Bäumen (Drimys winteri), Olivillo-Bäumen (Aetoxicon punctatum), Helecho-Baumfarn (Helecho arborescente) und dem Myrtengewächs Arranyán (Myrceugenia correaeifolia). Der Nationalpark bietet auf seinen rund 95 km² eine vielfältige Tierwelt, wie z. B. Guanacos, Andenkondore und Pumas. Der Park ist  seit 1977 ein UNESCO-Biosphärenreservat.

## Wirtschaft
Ovalle lebt hauptsächlich von der Landwirtschaft und von Tourismus. Der Anbau von Wein spielt eine wichtige Rolle, dieser wird z. B. im Valle de Elqui und el Choapa angebaut.

## Söhne und Töchter der Stadt
- Pedro Enrique Alfonso (1903–1977), Politiker
- Carlos Carmona (* 1931), Fußballspieler
- Luis Sepúlveda (1949–2020), Schriftsteller, Regisseur, Journalist und politischer Aktivist
- Jorge Pizarro (* 1952), Politiker
- Rubén Gómez (* 1956), Fußballspieler
- Willy González (1956–1984), Fußballspieler
- Hugo Tabilo (* 1956), Fußballspieler
- Gustavo Huerta (* 1957), Fußballspieler
- Eduardo Gómez (* 1958), Fußballspieler
- Osvaldo Gómez (* 1964), Fußballspieler
- Daniel López (* 1969), Fußballspieler
- Paolo Vivar (* 1977), Fußballspieler
- Jorge Acuña (* 1978), Fußballspieler
- Diego Cuéllar (* 1986), Fußballspieler
- Enzo Roco (* 1992), Fußballspieler